# 新加坡—埃及關係
新加坡—埃及关系（阿拉伯语：العلاقات السنغافورية المصرية）是指埃及和新加坡之間历史上与现代的雙邊關係。新加坡脱离马来西亚联邦後第二年，埃及即与新加坡建立正式外交关系，从而使得埃及成为新加坡在阿拉伯世界以及非洲的首个邦交国。建交以来双边关系友好顺利发展，各领域交流频繁。两国也重视对方在区域内的地位，并时常在国际舞台及区域合作上相互支持。

## 历史
在新加坡独立以前，两国就有非正式的官方往来，1962年，身为馬來西亞聯邦新加坡州總理的李光耀访问埃及，考察该国制造业，並獲埃及总统贾迈勒·阿卜杜-纳赛尔接见。1965年，新加坡脱离马来西亚，成为独立国家。成为新加坡总理的李光耀又於1966年4月出访埃及，与后者达成合意，决定互派大使，两国随即於1966年11月22日建立邦交，埃及也由此成為新加坡在阿拉伯世界的首個邦交國，又支持新加坡加入不结盟运动，两国也在邦交建立伊始於对方首都互设了大使馆，並於1974年实现互派常驻使节，李光耀也将埃及视为星国對非外交的支點邦交國，於1972年、1975年再访埃及。尽管如此，埃及也拒绝了新加坡的请求，并未帮助新加坡培训军队。
2016年9月6日，埃及加入了《東南亞友好合作條約》，以加强与包括新加坡在内的东盟诸国的长期密切关系和其在多个领域合作的承诺。

## 人文交流
在教育上，新加坡馬來人等族群多信奉伊斯兰教，因此在伊斯兰研究领域居于领先地位的埃及爱资哈尔大学等高等学府也深受这些新加坡穆斯林学生的欢迎，埃及的伊斯兰法制委员会、爱资哈尔大学与新加坡回教学院有所合作。